# Google TV (сервис)
Google TV — это сервис цифровой дистрибуции фильмов и телесериалов. В сентябре 2020 года Google анонсировал платформу, которая позволяет искать и просматривать фильмы в различных стриминговых сервисах, а также арендовать или покупать их. Кроме того, сервис предлагает возможность просматривать списки просмотра и доступ к контенту с различных устройств и платформ. Функции покупки, аренды или предварительного заказа, которые были доступны в предшественнике Google Play Фильмы и ТВ, были перенесены на Google TV.
Купленные или арендованные фильмы можно смотреть на устройствах Android TV и Google TV, в мобильном приложении Google TV (для Android и iOS) а также на YouTube. В мобильном приложении Google TV доступна функция сохранения фильмов для офлайн-просмотра. Опции поиска, изучения и добавления в список просмотра доступны на сайте поиска Google, в приложении Google TV на мобильных устройствах, на телевизорах с Google Assistant и на устройствах Google TV.

## Обзор
Сервис Google TV был анонсирован в сентябре 2020 года вместе с запуском Chromecast на базе платформы Google TV с обновленным интерфейсом и функциями сервиса, которые станут доступны сначала на нем, а затем и на других устройствах Android TV. В то же время приложение Google Play Фильмы и ТВ также получило обновленный интерфейс и дополнительные функции и было переименовано в Google TV на мобильных устройствах Android в США. Пользовательский интерфейс Google TV тесно взаимосвязан с видеосервисом Google TV.
В июне 2022 года сервис появился на iOS.

## Географическая доступность

Географическая доступность фильмов на Google TV

Географическая доступность телешоу на Google TV

Фильмы в Google Play теперь являются частью сервиса Google TV и доступны в 120 странах.
Полный список стран включает в себя такие страны, как: Албания, Ангола, Антигуа и Барбуда, Аргентина, Армения, Аруба, Австралия, Австрия, Азербайджан, Бахрейн, Беларусь, Бельгия, Белиз, Бенин, Боливия, Босния и Герцеговина, Ботсвана, Бразилия, Буркина-Фасо, Камбоджа, Канада, Кабо-Верде, Чили, Колумбия, Коста-Рика, Хорватия, Кипр, Чешская Республика, Дания, Доминиканская Республика, Эквадор, Египет, Сальвадор, Эстония, Финляндия, Фиджи, Франция, Габон, Германия, Греция, Гватемала, Гаити, Гондурас, Гонконг, Венгрия, Исландия, Индия, Индонезия, Ирландия, Италия, Кот-д’Ивуар, Ямайка, Япония, Иордания, Казахстан, Кыргызстан, Кувейт, Лаос, Латвия, Ливан, Литва, Люксембург, Македония, Малайзия, Мали, Мальта, Маврикий, Мексика, Молдова, Намибия, Нидерланды, Непал, Новая Зеландия, Никарагуа, Нигер, Норвегия, Оман, Панама, Папуа-Новая Гвинея, Парагвай, Перу, Филиппины, Польша, Португалия, Катар, Руанда, Россия, Саудовская Аравия, Сенегал, Сингапур, Словакия, Словения, Южная Африка, Южная Корея, Испания, Шри-Ланка, Швеция, Швейцария, Тайвань, Таджикистан, Танзания, Таиланд, Того, Тринидад и Тобаго, Турция, Туркменистан, Уганда, Украина, Объединённые Арабские Эмираты, Великобритания, Соединённые Штаты Америки, Уругвай, Узбекистан, Венесуэла, Вьетнам, Замбия, Зимбабве.
Кроме того, телешоу доступны только в следующих странах: Австралия, Австрия, Канада, Франция, Германия, Япония, Швейцария, Великобритания, США.
Приложение Google TV доступно в следующих странах: Албания, Ангола, Антигуа и Барбуда, Аргентина, Армения, Аруба, Австралия, Австрия, Азербайджан, Бахрейн, Бельгия, Беларусь, Белиз, Бенин, Боливия, Босния и Герцеговина, Ботсвана, Бразилия, Буркина-Фасо, Камбоджа, Канада, Кабо-Верде, Чили, Колумбия, Коста-Рика, Хорватия, Кипр, Чешская Республика, Дания, Доминиканская Республика, Эквадор, Египет, Сальвадор, Эстония, Фиджи, Финляндия, Франция, Габон, Германия, Греция, Гватемала, Гаити, Гондурас, Гонконг, Венгрия, Исландия, Индия, Индонезия, Ирландия, Италия, Берег Слоновой Кости, Ямайка, Япония, Иордания, Казахстан, Кыргызстан, Кувейт, Лаосская Народно-Демократическая Республика, Латвия, Ливан, Литва, Люксембург, Македония, Малайзия, Мали, Мальта, Маврикий, Мексика, Молдова, Намибия, Нидерланды, Непал, Новая Зеландия, Никарагуа, Нигер, Норвегия, Оман, Панама, Папуа-Новая Гвинея, Парагвай, Перу, Филиппины, Польша, Португалия, Катар, Руанда, Россия, Саудовская Аравия, Сенегал, Сингапур, Словакия, Словения, Южная Африка, Южная Корея, Испания, Шри-Ланка, Швеция, Швейцария, Тайвань, Таджикистан, Танзания, Таиланд, Того, Тринидад и Тобаго, Турция, Туркменистан, Уганда, Украина, Объединенные Арабские Эмираты, Уругвай, Узбекистан, Великобритания, Соединенные Штаты, Венесуэла, Вьетнам, Замбия и Зимбабве.

## Функции

### Покупка и доступ к библиотеке
Сервис Google TV предлагает возможность арендовать или покупать фильмы и телепередачи в различных разрешениях, таких как SD, HD и UHD, в зависимости от географического положения, используемых устройств и платформ.
Фильмы можно приобрести как на устройстве Google TV, так и в приложении Google TV. На iPhone и iPad функция покупки недоступна. Купленный контент автоматически добавляется в библиотеку, связанную с аккаунтом Google.
Контент, приобретенный в Google Play Фильмы и ТВ или на YouTube, также отображается в библиотеке аккаунта Google и доступен через Google TV на совместимых устройствах и платформах.
Вкладка «Магазин» на устройствах Android TV позволяет просматривать, покупать или арендовать видео, предлагаемые сервисом Google TV.

### Офлайн-просмотр
В приложении Google TV доступна функция скачивания фильмов на устройства. Купленный фильм можно загрузить на пять устройств, тогда как арендованный фильм доступен для скачивания только на одно устройство. Функция загрузки фильмов на устройство Google TV не предусмотрена.

### Список просмотра
Фильмы и телешоу можно добавлять в список просмотра для дальнейшего просмотра. Этот список связан с аккаунтом пользователя и обновляется на всех устройствах, привязанных к аккаунту. Некоторые стриминговые сервисы могут ограничивать добавление контента в список просмотра. Контент можно просматривать, удалять или добавлять в список просмотра через устройство Google TV, приложение Google TV или в поиске Google в веб-браузере.

### Рекомендация контента
По соглашению с партнерами Google предоставляет пользователям сервиса Google TV рекомендованный контент через приложение или специальные устройства Google TV. Google устанавливает порядок и список стриминговых сервисов по умолчанию на основе популярности установленных приложений, сохраненных пользователями сервисов и соглашений с партнерами.
Для получения новых рекомендаций контента пользователь может добавить стриминговые сервисы, выбрав их из списка доступных в приложении Google TV или на устройстве Google TV. Эта возможность доступна не для всех передач и фильмов на каждом стриминговом сервисе. Стриминговые сервисы можно привязывать или отвязывать от аккаунта Google.
Если пользователь вошел в свой аккаунт Google и в настройках аккаунта включена история использования приложений и веб-поиска, Google составит рекомендации, основываясь на следующих факторах:
- Добавленный контент в список просмотра
- Просмотренный контент в Google Play, Google TV и Android TV
- Просмотренные трейлеры на YouTube
- Контент, купленный или арендованный в Google Play, YouTube, Google TV и Android TV.
- Список выбранных стриминговых сервисы
- Поисковые запросы, связанные с развлечениями, в поиске Google или введенные при помощи Google Ассистента.
- Список понравившихся и не понравившихся фильмов в Google Play, Google TV или поиске Google.
- Регион

Пользователь может самостоятельно задавать или обновлять настройки рекомендации контента, составляя свой рейтинг фильмов. Эта функция доступна только на устройстве Google TV.

### Родительский контроль
Родительский контроль доступен в ряде устройств Google TV и регионов.

### Интерфейс
Контент, распространяемый сервисом Google TV, доступен для просмотра в пользовательском интерфейсе Google TV, который доступен на устройствах Google TV, и в мобильном приложении, а также в новом пользовательском интерфейсе, доступном на устройствах Android TV.

## Платформы и устройства
Google TV доступен на различных платформах и устройствах, однако не все функции могут быть доступны на каждой из них. Для доступа к библиотеке контента на каждой платформе требуется вход в аккаунт пользователя. В этот список входят следующие платформы и устройства:

### Браузеры
- Сайт YouTube, на котором при просмотре купленного контента реклама не воспроизводится
- Поиск Google, где можно искать фильмы, удалять их или добавлять в список просмотра[8]
- Ранее контент был доступен для доступа на сайте Google Play, где воспроизведение в формате HD не поддерживалось, а контент воспроизводился в формате SD. Воспроизведение в формате HD для купленного контента поддерживалось в браузере Safari для Mac.[15][16] Загрузка и офлайн-просмотр поддерживались на Chromebook через расширение Google Chrome.[17]

### Смартфоны и планшеты
- Мобильное приложение Google TV, в котором недоступна функция покупки на iPhone и iPad [6]
- Мобильное приложение YouTube

### Приставки
- Устройства Android TV, на которых можно получить доступ к взятым напрокат фильмам и шоу через вкладку «Магазин».
- Приложение Movies Anywhere
- Устройства Google ТВ
- Приложение YouTube

### Цифровые медиаплееры
Сервис можно использовать для доступа к контенту через приложение YouTube, доступное на следующих медиаплеерах:
- Amazon Fire TV
- Apple TV
- Chromecast (также поддерживается кастинг видео из приложения Google TV и сайта Google Play)
- Nintendo Switch
- PlayStation 4
- PlayStation 5
- Roku[англ.]
- Xbox One
- Xbox Series X/S

## Google ТВ-устройства
Интерфейс Google TV встроен в ряд смарт-телевизоров и стриминговых устройств. В основе интерфейса Google TV лежит операционная система Android TV.
Список устройств Google TV состоит из следующих устройств:
- Chromecast на базе платформы Google TV
- Некоторые телевизоры марок:
  - Hisense[13]
  - Motorola
  - Nokia
  - OnePlus
  - Panasonic
  - Philips
  - Polytron
  - Realme
  - Sharp
  - Sony[13]
  - TCL[13]
  - Toshiba
  - Xiaomi

## Google Play Фильмы и ТВ
Google Play Фильмы и ТВ — онлайн-сервис для просмотра видео по запросу, созданный компанией Google и являвшийся частью линейки продуктов Google Play. Сервис предлагал фильмы и телепередачи для покупки или аренды в зависимости от их доступности. С мая 2022 года сервис был перенесен на платформу Google TV.

### История
Сервис Google Movies был запущен в мае 2011 года. В марте 2012 года он был перенесен в Google Play.
В сентябре 2012 года фильмы появились на территории Кореи, а в октябре 2012 года — в Австралии, Канаде, Великобритании, Франции и Испании; в декабре 2012 года — в Бразилии и России; в марте 2013 года — в Индии и Мексике; в июле 2013 года — в Великобритании; в ноябре 2013 года — в Италии. В декабре 2013 года было проведено масштабное расширение кинопроката в 13 новых странах, а в марте 2014 года — еще в 38 странах. В мае 2014 года появились фильмы в Бельгии, Филиппинах, Швейцарии и Уганде; в июле 2014 года — в Ирландии; в сентябре 2014 года — в Австрии; в ноябре 2014 года — в Боснии и Герцеговине, Венгрии, Исландии, Кипре, Македонии, Мальте, Словении, Тайване и Украине; в июле 2015 года — в Индонезии, Малайзии и Сингапуре; в марте 2016 года — в Турции; в ноябре 2016 года — в Бахрейне, Египте, Иордании, Кувейте, Ливане, Омане, Катаре, Саудовской Аравии, Объединенных Арабских Эмиратах и Вьетнаме.
После того как на сайте появилась возможность смотреть видео в формате HD, в декабре 2016 года Google добавила опцию 4K Ultra HD для ряда фильмов, а в июле 2017 года в США и Канаде появился контент в формате 4K HDR.
В сентябре 2020 года мобильное приложение Google Play Фильмы и ТВ было переименовано в Google TV, и в него были добавлены новые функции, причем это произошло одновременно с анонсом интерфейса Google TV, который стал доступен на новом Chromecast.
В марте 2021 года появилась информация о том, что в июне 2021 года приложение, использовавшееся в ряде телевизоров, прекратит свою поддержку, поэтому вместо него стоит перейти на приложение YouTube.
В апреле 2021 года компания Google объявила о прекращении поддержки приложения Google Play Фильмы и ТВ на смарт-телевизорах Roku, LG, Samsung и Vizio. 15 июля 2021 года приложение было отключено, и при заходе в него пользователи этих устройств перенаправлялись в приложение YouTube.
В марте 2022 года стало известно, что Google Play Фильмы и ТВ переносится в приложение Google TV, и с мая 2022 года приложение Google TV станет местом покупки, аренды и просмотра фильмов и передач на мобильных устройствах или планшетах Android. Также было объявлено, что «Фильмы и ТВ» больше не будут поддерживаться приложением Google Play, а Google Play останется магазином приложений, игр и книг.
В январе 2024 года было объявлено, что Google Play Фильмы и ТВ будут удалены с платформы Android TV и сайта Google Play, а веб-версия переместится на YouTube.

## Внешние ссылки
- tv.google (англ.) — официальный сайт Google TV